# Тасбастау (Зайсанский район)
Тасбастау (каз. Тасбастау) — село в Зайсанском районе Восточно-Казахстанской области Казахстана. Входит в состав Шиликтинского сельского округа. Код КАТО — 634649600.

## Население
В 1999 году население села составляло 637 человек (318 мужчин и 319 женщин). По данным переписи 2009 года, в селе проживал 491 человек (245 мужчин и 246 женщин).